# Pływanie na Letnich Igrzyskach Olimpijskich 1908 – 400 m stylem dowolnym mężczyzn
Konkurencja pływacka 400 metrów stylem dowolnym na Letnich Igrzyskach Olimpijskich 1908 w Londynie odbyła się w dniach 13–16 lipca 1908 r. Uczestniczyło 25 pływaków z 10 państw.

## Wyniki

### Eliminacje
Eliminacje odbyły się 13 lipca o godzinie 16:00 (wyścigi 1-3) i 14 lipca o godzinie 16:45 (wyścigi 4-9). Do następnego etapu awansowali zwycięzcy każdego wyścigu (Q) oraz najszybszy zawodnik z drugiego miejsca (q).
Wyścig 1
| Miejsce | Zawodnik          | Kraj              | Wynik  | Uwagi |
| ------- | ----------------- | ----------------- | ------ | ----- |
| 1.      | Thomas Battersby  | Wielka Brytania   | 5:48,8 | Q,    |
| 2.      | Béla Las-Torres   | Węgry             | 5:52,2 | q     |
| 3.      | Budd Goodwin      | Stany Zjednoczone |        |       |
| 4.      | Vilhelm Andersson | Szwecja           |        |       |
| –       | Henri Decoin      | Francja           |        | DNF   |
| –       | Edward Cooke      | Australazja       |        | DNS   |

Wyścig 2
| Miejsce | Zawodnik         | Kraj              | Wynik  | Uwagi |
| ------- | ---------------- | ----------------- | ------ | ----- |
| 1.      | Willie Foster    | Wielka Brytania   | 5:54,8 | Q     |
| 2.      | Robert Andersson | Szwecja           | 6:28,0 |       |
| –       | E. Renou         | Francja           |        | DNS   |
| –       | Lóránt Apor      | Węgry             |        | DNS   |
| –       | V. de Stephanis  | Włochy            |        | DNS   |
| –       | Harry Hebner     | Stany Zjednoczone |        | DNS   |

Wyścig 3
| Miejsce | Zawodnik            | Kraj              | Wynik  | Uwagi |
| ------- | ------------------- | ----------------- | ------ | ----- |
| 1.      | Theodore Tartakover | Australazja       | 6:35,0 | Q     |
| –       | C. Regal            | Francja           |        | DNS   |
| –       | Fred Unwin          | Wielka Brytania   |        | DNS   |
| –       | Zoltán Tóbiás       | Węgry             |        | DNS   |
| –       | Gunnar Wennerström  | Szwecja           |        | DNS   |
| –       | Charles Daniels     | Stany Zjednoczone |        | DNS   |

Wyścig 4
| Miejsce | Zawodnik          | Kraj              | Wynik  | Uwagi |
| ------- | ----------------- | ----------------- | ------ | ----- |
| 1.      | Frank Beaurepaire | Australazja       | 5:49,2 | Q     |
| 2.      | Sam Blatherwick   | Wielka Brytania   | 6:16,8 |       |
| 3.      | Conrad Trubenbach | Stany Zjednoczone |        |       |
| –       | Davide Baiardo    | Włochy            |        | DNF   |
| –       | F. Roux           | Francja           |        | DNS   |
| –       | Jenő Hégner-Tóth  | Węgry             |        | DNS   |

Wyścig 5
| Miejsce | Zawodnik        | Kraj              | Wynik  | Uwagi |
| ------- | --------------- | ----------------- | ------ | ----- |
| 1.      | Paul Radmilovic | Wielka Brytania   | 6:10,0 | Q     |
| 2.      | Aage Holm       | Dania             | 8:08,8 |       |
| –       | Victor Boin     | Belgia            |        | DNS   |
| –       | Géza Kiss       | Węgry             |        | DNS   |
| –       | Max Gumpel      | Szwecja           |        | DNS   |
| –       | Leslie Rich     | Stany Zjednoczone |        | DNS   |

Wyścig 6
| Miejsce | Zawodnik          | Kraj            | Wynik  | Uwagi |
| ------- | ----------------- | --------------- | ------ | ----- |
| 1.      | Henry Taylor      | Wielka Brytania | 5:42,2 | Q     |
| 2.      | Frank Springfield | Australazja     | 5:57,4 |       |
| 3.      | Mario Massa       | Włochy          |        |       |
| –       | André Theuriet    | Francja         |        | DNS   |
| –       | Sándor Ádám       | Węgry           |        | DNS   |

Wyścig 7
| Miejsce | Zawodnik          | Kraj            | Wynik  | Uwagi |
| ------- | ----------------- | --------------- | ------ | ----- |
| 1.      | Otto Scheff       | Austria         | 5:51,0 | Q     |
| 2.      | William Haynes    | Wielka Brytania | 6:21,2 |       |
| 3.      | József Ónody      | Węgry           |        |       |
| 4. – 5. | Friedrich Meuring | Holandia        |        |       |
| 4. – 5. | Hjalmar Saxtorph  | Dania           |        |       |

Wyścig 8
| Miejsce | Zawodnik         | Kraj              | Wynik  | Uwagi |
| ------- | ---------------- | ----------------- | ------ | ----- |
| 1.      | Imre Zachár      | Węgry             | 6:09,8 | Q     |
| –       | Snowy Baker      | Australazja       |        | DNS   |
| –       | Fernand Feyaerts | Belgia            |        | DNS   |
| –       | Zoltán Halmay    | Węgry             |        | DNS   |
| –       | Robert Foster    | Stany Zjednoczone |        | DNS   |

Wyścig 9
| Miejsce | Zawodnik        | Kraj            | Wynik  | Uwagi |
| ------- | --------------- | --------------- | ------ | ----- |
| 1.      | Henrik Hajós    | Węgry           | 6:19,8 | Q     |
| 2.      | Arthur Sharp    | Wielka Brytania | 8:00,4 |       |
| –       | Alajos Bruckner | Węgry           |        | DNS   |
| –       | A. Gonzani      | Włochy          |        | DNS   |
| –       | S. D. Larsson   | Szwecja         |        | DNS   |

### Półfinały
Półfinały odbyły się 16 lipca 1908 o godzinie 11:00. Dwóch najlepszych pływaków z każdego wyścigu awansowało do finału.
Półfinał 1
| Miejsce | Zawodnik         | Kraj            | Wynik  | Uwagi |
| ------- | ---------------- | --------------- | ------ | ----- |
| 1.      | Otto Scheff      | Austria         | 5:40,6 | Q,    |
| 2.      | Henry Taylor     | Wielka Brytania | 5:41,0 | Q     |
| 3.      | Thomas Battersby | Wielka Brytania |        |       |
| 4.      | Béla Las-Torres  | Węgry           |        |       |
| 5.      | Henrik Hajós     | Węgry           |        |       |

Półfinał 2
| Miejsce | Zawodnik            | Kraj            | Wynik  | Uwagi |
| ------- | ------------------- | --------------- | ------ | ----- |
| 1.      | Frank Beaurepaire   | Australazja     | 5:44,0 | Q     |
| 2.      | Willie Foster       | Wielka Brytania | 5:52,2 | Q     |
| 3.      | Paul Radmilovic     | Wielka Brytania |        |       |
| 4.      | Imre Zachár         | Węgry           |        |       |
| –       | Theodore Tartakover | Australazja     |        | DNS   |

### Finał
Finał odbył się 16 lipca 1908 o godzinie 16:15. Henry Taylor najszybciej wystartował, jednak pierwsze 100 metrów pokonał niemal równocześnie z Beaurepairem i Scheffem w czasie 1:15. W połowie dystansu Brytyjczyk notował przewagę dwóch sekund nad Austriakiem (2:37), następnie do ataku przystąpił Australijczyk Beaurepaire i po 300 metrach notował identyczny czas z liderem (4:10). Reprezentant Australazji opadł z sił na ostatnich 100 metrach i ostatecznie przegrał o około 5 jardów. Po zawodach Austriacy złożyli protest twierdząc, że Otto Scheff był faulowany w trakcie wyćigu, jednak został on odrzucony.
| Miejsce | Zawodnik          | Kraj            | Wynik  | Uwagi |
| ------- | ----------------- | --------------- | ------ | ----- |
| złoto   | Henry Taylor      | Wielka Brytania | 5:36,8 | WR    |
| srebro  | Frank Beaurepaire | Australazja     | 5:44,2 |       |
| brąz    | Otto Scheff       | Austria         | 5:46,0 |       |
| 4.      | Willie Foster     | Wielka Brytania |        |       |